# Bohumil Kudrna
Bohumil Kudrna   (Brandlín, 15 de març de 1920 - Praga, 11 de febrer de 1991) fou un piragüista txecoslovac que combinà les aigües tranquil·les i el descens d'aigües braves. Va competir durant les dècades de 1940 i 1950.
El 1948 va prendre part en els Jocs Olímpics d'Estiu de Londres on, fent parella amb Jan Brzák-Felix, guanyà la medalla d'or en la competició del C-2, 1.000 metres del programa de piragüisme. Quatre anys més tard, als Jocs de Hèlsinki, novament amb Brzák-Felix com a company, va guanyar la medalla de plata en la mateixa prova.
En el seu palmarès també destaquen dues medalles d'or al Campionat del Món en aigües tranquil·les de 1950. Al Campionat del Món de piragüisme d'eslàlom guanyà una medalla de plata i una de bronze el 1949.